# Лунный рыцарь
Лу́нный ры́царь (англ. Moon Knight), настоящее имя — Марк Спе́ктор (англ. Marc Spector) — супергерой и бывший наёмник, появляющийся в комиксах издательства Marvel Comics. Создан художником Дагом Манчем и автором Доном Перлином. Лунный рыцарь впервые появился в комиксе Werewolf by Night #32 (август 1975). Персонаж был тепло принят публикой и вскоре получил собственные сюжеты, а позднее — и собственную серию комиксов.
С момента своего появления в комиксах, персонаж был адаптирован в мультсериалах и видеоиграх. Оскар Айзек исполнил роль Марка Спектора / Лунного рыцаря, Стивена Гранта / Мистера Найта и Джейка Локли в сериале живого действия «Лунный рыцарь» (2022), действия которого происходят в медиафраншизе «Кинематографическая вселенная Marvel» (КВМ).

## История публикаций
Персонаж впервые появился в комиксе «Werewolf by Night» («Ночной оборотень») № 32 (август 1975 года) — в истории, написанной Дагом Манчем и нарисованной Дон Перлином, в качестве врага главного героя; история с его участием продолжилась и завершилась в выпуске № 33. Лунный рыцарь мгновенно завоевал популярность у читателей и получил собственный выпуск в Marvel Spotlight № 28-29 (1976 год), автором которого снова стал Даг Манч, а художником — Дон Перлин.
Затем он появился в Spectacular Spider-Man в № 22 и № 23; сюжет обоих выпусков был создан Биллом Мантло, а рисунки — Майком Зеком в № 22 и Джимом Муни в № 23; в Marvel Two in One в № 52, сюжет которого был написан Стивеном Грантом, а рисунки созданы Джимом Крейгом; в Defenders № 47-50. Лунный Рыцарь затем также эпизодически появлялся в Hulk! Magazine № 11-15, № 17-18 и № 20, а также в Marvel Preview # 21 (именно там он впервые предстал в своём костюме); все истории были написаны Дагом Манчем. Рисунки были созданы Дженом Коланом в № 11, Китом Поллардом в № 12 и Биллом Сенкевичем в остальных историях. Впоследствии эти истории были перепечатаны в Moon Knight: Special Edition № 1-3.
Затем в 1980 году Marvel была начата новая отдельная серия комиксов под названием «Moon Knight» (Лунный Рыцарь), автором в которой по-прежнему был Даг Манч, а художником — Билл Сенкевич. Начиная с выпуска № 15 Marvel изъяла серию из продажи в газетных киосках, в результате чего она стала доступна только через прямые покупки в магазинах, специализирующихся на продаже комиксов. Серия продолжается до № 38, после чего комикс был отменён. После отмены в 1985 году была выпущена мини-серия продолжительностью в шесть выпусков — «Moon Knight — Fist Of Khonshu» — за авторством Алана Зеленица и Криса Уорнера, чтобы попытаться установить новый статус-кво популярности персонажа, но и она была отменена после шести выпусков. После этого герой появлялся на страницах комикса «West Coast Avengers» с выпуска № 21 по выпуск № 41 и в Annuals № 1-3. После появления в Punisher Annual # 2 в 1989 году персонаж вновь получил собственную серию комиксов — на этот раз под названием «Marc Spector: Moon Knight». В то время Лунный Рыцарь также важную роль «приглашённой звезды» на страницах комикса «Amazing Spider-Man», а сюжет в Amazing Spider-Man № 353—358 служил завершением текущей сюжетной линии в истории персонажа, поскольку затем он погиб в сражении с Секретной империей. Эта серия была в конечном счёте отменена с № 60 (март 1994 года); последние шесть выпусков серии были нарисованы Стивеном Платтом, который перешёл на работу в компанию Image Comics, впечатлённую качеством его работы над сериалом. Два «одиночных комикса» о Лунном рыцаре также были опубликованы во время выхода этой серии (Marc Spector: Moon Knight — Special Edition № 1 и Moon Knight: Divided We Fall), а затем в январе 1998 года и январе 1999 года появились еще две ограниченные серии продолжительностью в четыре выпуска, которые воскресили героя, поскольку, как упоминалось выше, в 1989 году серия закончилась смертью персонажа.
Современная серия о Лунном Рыцаре была запущена в апреле 2006 года: автором стал Чарли Хьюстон, а художником — Дэвид Финч. С выпуска № 14 этой серии Майк Бенсон стал соавтором Хьюстона. Питер Миллиган также написал в 2008 году историю для одиночного сезонного комикса «Moon Knight: Silent Knight», художником которого стал Лоуренс Кэмпбелл.
Непродолжительная серия под названием «Vengeance of the Moon Knight» стартовала в сентябре 2009 года, написанная Грегом Гурвицем и нарисованная Джеромом Опеной. После отмены этой серии Лунный Рыцарь был помещён в книгу «Secret Avengers», а в 2010 году его история была «перезапущена» в «Heroes for Hire» в рамках подготовки к предстоящему полноценному возобновлению сольной серии, создателями которой станут Брайан Бэндис и Алекс Малеев.

## Биография
Марк родился в Чикаго, штат Иллинойс, в семье раввина, бежавшего в конце 1930-х годов из оккупированной нацистской Германией Чехословакии в США. Повзрослел и усиленно тренировался, так как хотел стать профессиональным боксёром-тяжеловесом, тогда как отец желал, чтобы он продолжил семейную традицию и стал раввином. Однажды отец попытался остановить его от похода на матч, и тогда Марк ударил его, а на следующий день присоединился к Корпусу морской пехоты США и никогда больше не видел своего отца. Через два года, став опытным бойцом, он поступил на службу в ЦРУ, где сначала работал вместе с Уильямом Кроссом (будущий суперзлодей Кроссфайр), а также противостоял собственному брату Рэндаллу, который также был оперативником ЦРУ, но при этом занимался контрабандой оружия и убил возлюбленную Марка, когда та об этом узнала. Помимо работы непосредственно на ЦРУ, Марк также был наёмником, готовым работать на того, кто больше заплатит. Работая наёмником в Африке, Спектор познакомился и подружился с французским лётчиком и наёмником Жаном-Полем Дюшаном, которого он называл «француз», ставшим впоследствии его напарником; вместе они выполняли различные миссии в Южной Америке и Африке. Затем они оба работали на африканского террориста и злодея Рауля Бушмана, дикость и кровожадность которого и стремление лишь грабить и убивать заставили Марка задуматься о правильности выбранного им пути. В Судане они напали на след археолога, разыскивавшего гробницу фараона с большим количеством золота и драгоценностей. Отправившись в Египет, их группа наткнулась на эту археологическую экспедицию в составе доктора Питера Алрана и его дочери Марлен. При раскопках ими был обнаружен храм с древними артефактами, среди которых была статуя египетского бога луны Хонсу. Желая ограбить храм, Бушман убил доктора Алронда, причём при этом сначала то же самое хотел сделать сам Алронд, но Марк предупредил Бушмана, тем самым спасая ему жизнь. Обуреваемый чувством вины и отвращения из-за всего случившегося, Марк помог Марлен, дочери Алронда, бежать из города Селимы, находящегося рядом с раскопками, но во время побега его поймал Бушман, который, зная о его человечности, устроил перед ним казнь жителей города. Не выдержав, Марк вызвал Бушмана на поединок, но проиграл. Бушман отнёс Марка, избитого почти до смерти, в пустыню, где ночью температура опускалась до отрицательных значений, и оставил там умирать.
Марлен с группой египтян, которые, как выяснилось, до сих пор поклонялись древнему египетскому богу Хонсу, нашли Марка и отнесли его в свой храм. Перед статуей Хонсу, куда его положили, сердце Марка остановилось, и Марлен решила, что он умер, и стала молиться Хонсу. Однако на самом деле древний бог явился в видении душе Марка, предлагая дать ему вторую жизнь и новые силы, если он станет его воплощением (аватаром) на Земле и будет служить ему. Приняв его предложение, Марк очнулся, оправился, надел на себя серебряный саван, которым была окинута статуя Хонсу, и снова сразился с Бушманом. На этот раз он победил его (хотя Бушману в итоге удалось сбежать) и вернулся в Америку (в Нью-Йорк) вместе с Марлен Алронд, Дюшаном и статуей Хонсу. Решив стать истребителем преступников, Марк создал скрывающий лицо серебряный костюм на основе серебряного савана Хонсу и стал Лунным Рыцарем. При этом он придумал себе два виртуальных образа, роли которых он исполнял сам. Одним из них был миллионер Стивен Грант, обладающий роскошным особняком, роль которого Марк мог играть потому, что за время работы наёмником заработал целое состояние. Вторым — таксист Джейк Локли, образ которого он использовал для того, чтобы собирать информацию об уличном криминалитете. В роли Локли он вскоре приобрёл себе помощников — бездомного Бертранда Кроули и владелицу кофейни Джену Ландерс. Её сыновья Рики и Рой нередко выполняли разные его поручения, и в конце концов Марк открыл им свои тайны.
В первой истории появления персонажа преступная организация «Комитет» предоставила Марку (под именем Лунного Рыцаря) его костюм и оружие (серебряное), чтобы он выследил героя-оборотня Джека Рассела. В Лос-Анджелесе Лунный Рыцарь захватил его для Комитета и передал в их руки вместе с его возлюбленной и сестрой, но затем, узнав, что Комитет желает использовать их в преступных целях, освободил его и сорвал планы Комитета, сразившись затем с Расселом в личине оборотня снова и получив от него укус, который дал ему дополнительные силы, связанные с лунным циклом. После этого он стал достаточно известным супергероем, хотя и с множеством «странностей», сражался со многими суперзлодеями и иногда объединялся с другими героями, такими как Человек-Паук, Люди Икс, Фантастическая Четвёрка, Сорвиголова, Шан-Чи и другие.

## Способности и оружие
Ещё до того, как стать Лунным Рыцарем, Марк — благодаря боксёрской карьере, службе в морской пехоте и работе в ЦРУ — в совершенстве овладел приёмами всех западных и восточных боевых искусств, приобрёл высочайшую точность стрельбы, обучился обращению с любыми видами холодного и огнестрельного оружия, овладел навыками вождения любых транспортных средств, а также приобрёл большие познания в области детективной работы и пыток, применяемых для выбивания показаний из допрашиваемых. Его физическая сила, скорость и выносливость приближались к пределу человеческих возможностей, причём после укуса оборотня его сила увеличилась на постоянной основе.
После «перерождения» Лунный Рыцарь стал сверхчеловеком, силы которого, впрочем, во многом зависели от Луны. Ночью в полнолуние его сила существенно возрастала, делая его сильнее десяти сильных мужчин; также существенно возрастали скорость, выносливость, ловкость, однако с наступлением утра эти способности исчезали (а начиная с четвёртой истории обретение им сверхчеловеческих способностей при полной Луне было вообще исключено из сюжета). В лунном свете Спектор также обладал астральным зрением, позволяющим ему видеть духов, видел в почти полной темноте так же хорошо, как и при дневном свете, приобретал способность прятаться так, что становился почти невидим; также при непосредственном воздействии лунного света его раны, даже серьёзные, заживали очень быстро. Кроме того, Лунный Рыцарь благодаря многолетним тренировкам обладает повышенной устойчивостью к психическим атакам. Благодаря своей выносливости он также практически не чувствует физической боли, поэтому даже при наличии серьезных или критических ран, Лунный Рыцарь может продолжить вести бой.
Со временем Лунный Рыцарь обзавёлся костюмом, покрытым адамантиумом, а также различным холодным оружием, вертолётом Мункоптер и самолётом Ангелвинг.

## Альтернативные версии

### Ultimate Marvel
Во вселенной Ultimate Marvel Марк Спектор был бывшим морским пехотинцем, прежде чем подвергся неудачному эксперименту по созданию супер солдата. В дальнейшем он работал на компанию Роксон под именем Паладин. Формула, введённая Марку Спектру, отразилась на его рассудке. В его голове образовалось четыре личности: сам Марк Спектор, Лунный рыцарь, Стивен Грант и Джейк Локли. Он жил со своей подругой Марлен, которой была известна тайна его личности.
Первое появление Лунного рыцаря состоялось в Ultimate Spider-Man #79, в сюжетной линии «Воины». Он был одним из главных действующих лиц во время войны между Кингпином и Кувалдой. Во время боя в особняке последнего, он был серьёзно ранен Электрой. Тем не менее, он пережил нападение куноити, однако впал в кому. Некоторое время спустя он сбежал и принял участие в конфронтации между Карателем, Человеком-пауком и Сорвиголовой. После битвы Сорвиголова предложил ему присоединиться к его команде для борьбы с Кингпином.
Чтобы добраться до Фиска, Лунный рыцарь внедряется в его банду, используя личность Ронина. Эта личность оказывается куда агрессивнее прочих и, казалось бы, уничтожает личность Лунного рыцаря. Вскоре Кингпин узнаёт, что Ронин — шпион и приказывает своим людям избавиться от него. Пережив ранение в голову, он прибывает в полицию, чтобы сдать Кингпина. Ему приходится раскрыть тайну своей личности для показаний. Общественность называет его героем за его поступок.
Появляется в Ultimate End.

## Вне комиксов

### Кинематографическая вселенная Marvel

Оскар Айзек в роли Марка Спектора / Лунного рыцаря (слева) и Стивена Гранта / Мистера Найта (справа) в сериале «Лунный рыцарь» (2022)

- В августе 2019 года Кевин Файги раскрыл, что Лунный рыцарь появится в собственном сольном сериале в рамках медиафраншизы «Кинематографическая вселенная Marvel» (КВМ) на стриминговом сервисе Disney+[4], после чего появится в фильмах КВМ[5]. Роль Марка Спектора исполнил Оскар Айзек; помимо Спектора в сериале были показаны такие личности персонажа, как Стивен Грант / Мистер Найт и Джейк Локли[6][7]. Премьера сериала состоялась 30 марта 2022 года.

### Телевидение
- Появился в мультсериале «Великий Человек-паук» в 4-м сезоне 24 серии[8]

### Видеоигры
- Появлялся в игре «Spider-Man: Web of Shadows».
- В игре «Lego Marvel Super Heroes» можно открыть после уровня «Шокирующие траты» если найти его значок.
- Появляется в играх для мобильных устройств в качестве играбельного персонажа: Marvel: Contest of Champions и Marvel: Future Revolution.
- Является играбельным персонажем в Marvel Ultimate Alliance Gold Edition.
- Является играбельным персонажем в Lego Marvel`s Avengers.
- Является играбельным персонажем в Marvel Heroes.
- Является играбельным персонажем в Lego Marvel Super Heroes 2
- Является играбельным персонажем в Marvel Rivals

## Критика и отзывы
- Лунный Рыцарь был поставлен журналом «Wizard» на 149 место в списке величайших персонажей комиксов всех времён[9].
- Сайт IGN дал Лунному Рыцарю 89-е место в своём рейтинге величайших персонажей комиксов, прокомментировав, что персонаж даёт представление о том, что произошло бы, если бы Бэтмен страдал раздвоением личности[10].